# Mainz-Neustadt
Neustadt ist ein Ortsbezirk der rheinland-pfälzischen Landeshauptstadt Mainz.
Er liegt nordwestlich der Altstadt, jenseits der breiten Kaiserstraße. Charakteristisch sind die vielen Plätze und verkehrsberuhigten Straßen, die Kneipen und Cafés, die kleinen Geschäfte, die türkischen Läden und kleinere Handwerksbetriebe. Die Neustadt lebt von ihrer Mischung aus alteingesessenen Mainzern, neu Hinzugezogenen, Einwanderern und jungen Studenten. Die Neustadt ist der einwohnerstärkste und am dichtesten besiedelte Mainzer Ortsbezirk.

## Geschichte
Die Idee zu einer Ausdehnung der Stadt Mainz in das mit improvisierten Bauten durchsetzte Gartenfeld hatte es schon lange gegeben. Am 4. April 1866 entschied sich der Stadtrat unter mehreren konkurrierenden Planungen für einen Entwurf von Eduard Kreyßig. Die Realisierung musste bis nach dem Deutsch-Französischen Krieg 1870/71 warten.
Das „Gartenfeld“ genannte Areal lag außerhalb der Festungsmauern von Mainz. Dort, in der Rayonzone, durften keine Steinbauten stehen, die anrückenden Truppen Schutz bieten könnten. Die Mauern engten die Festung Mainz stark ein. Zu diesem Zeitpunkt hatte Mainz bereits die höchste Bevölkerungsdichte im Großherzogtum Hessen. Eine Statistik des Hofrats Alfred Börckel, Bibliothekar der Mainzer Stadtbibliothek, aus dem Jahre 1869 verdeutlicht die Zwangslage: Die Zahl der Personen, die den Raum eines preußischen Morgens bewohnten, betrug in Barmen 8, in Potsdam 11, in Darmstadt 24, in Berlin 28, in Hamburg 65 und in Köln 71 – in Mainz jedoch waren es 89. In anderen Städten wuchs die Bevölkerung in der zweiten Hälfte des 19. Jahrhunderts immer rascher. In Mainz waren die Wohnungen hoffnungslos überfüllt, Sanitäranlagen fehlten und jederzeit drohte eine Cholera-Epidemie auszubrechen. In der wirtschaftlichen Entwicklung blieb Mainz zu einer Zeit, als andernorts überall Fabriken aus dem Boden schossen, zurück. Grund hierfür war auch das Missverhältnis zwischen der zivilen Stadtfläche, die etwa 1,2 km² betrug, zur militärisch genutzten bzw. gesperrten Flächen mit rund 7 km².

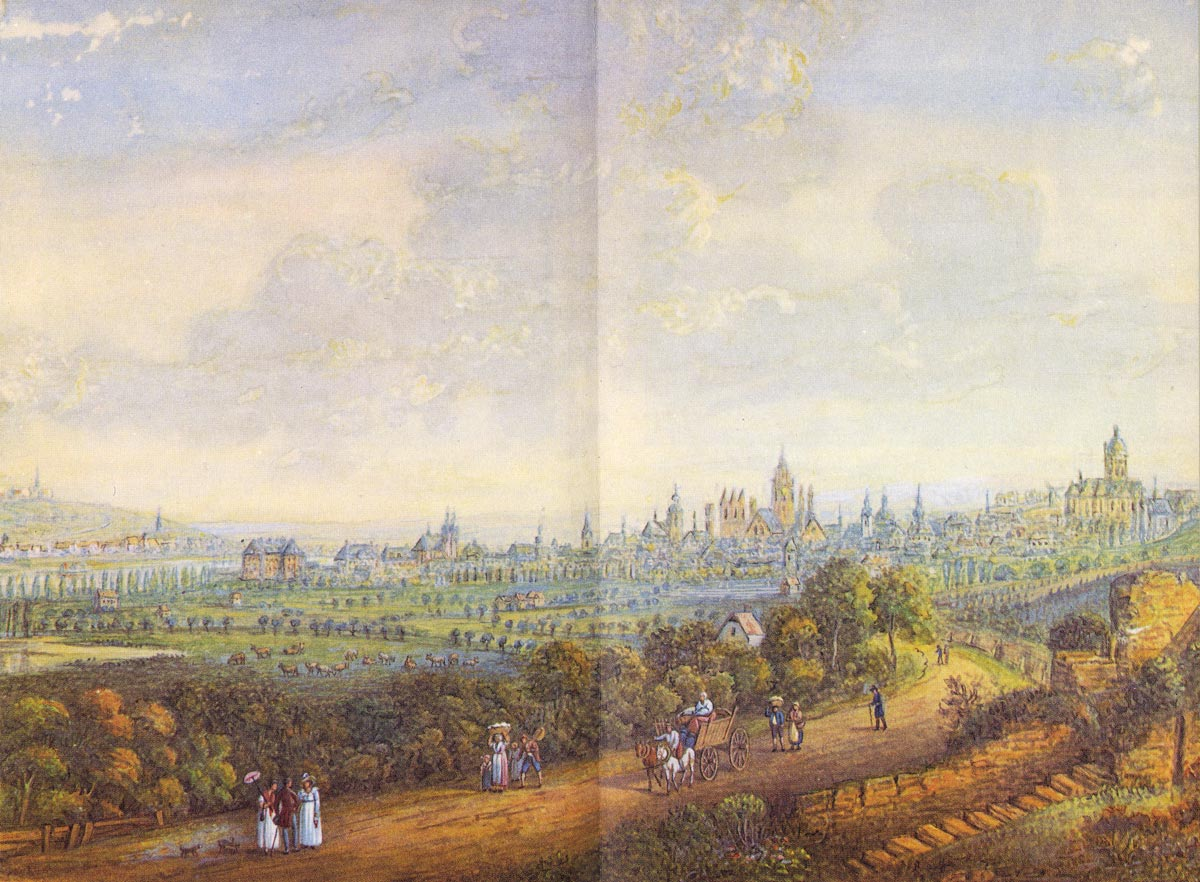
Das Gartenfeld zu Lebzeiten von Franz von Kesselstatt

Die Militärs stimmten der Schleifung der alten Mauern erst nach langen, zähen Verhandlungen zwischen der Stadt Mainz und dem preußischen Kriegsministerium zu, nachdem die Festung Metz in Lothringen das neue Bollwerk nach Frankreich bildete. Mit der Freigabe zur Bebauung verdoppelte sich auf einen Schlag das bis dahin existierende Stadtgebiet. Am 21. September 1872 wurde der Stadterweiterungsvertrag endlich unterzeichnet. Diesen Tag kann man als Gründungstag der Mainzer Neustadt bezeichnen. Anfang Februar 1873 kam dann auch die kaiserliche Genehmigung. Die Stadt begann Mitte März 1873 die Festungswälle im Bereich der heutigen Kaiserstraße niederzulegen und das Gartenfeld zu bebauen. Sie musste aber auch für vier Millionen Gulden weiter nordwestlich, am Rheingauwall, neue Festungsmauern errichten. Für die Gartengrundstücke wurden 1500 bis 2000 Gulden pro hessischem Morgen gezahlt.
Die Festung Mainz ging gemäß Reichsgesetz vom 25. Mai 1873 in das Eigentum des Deutschen Reiches über und wurde Reichsfestung.

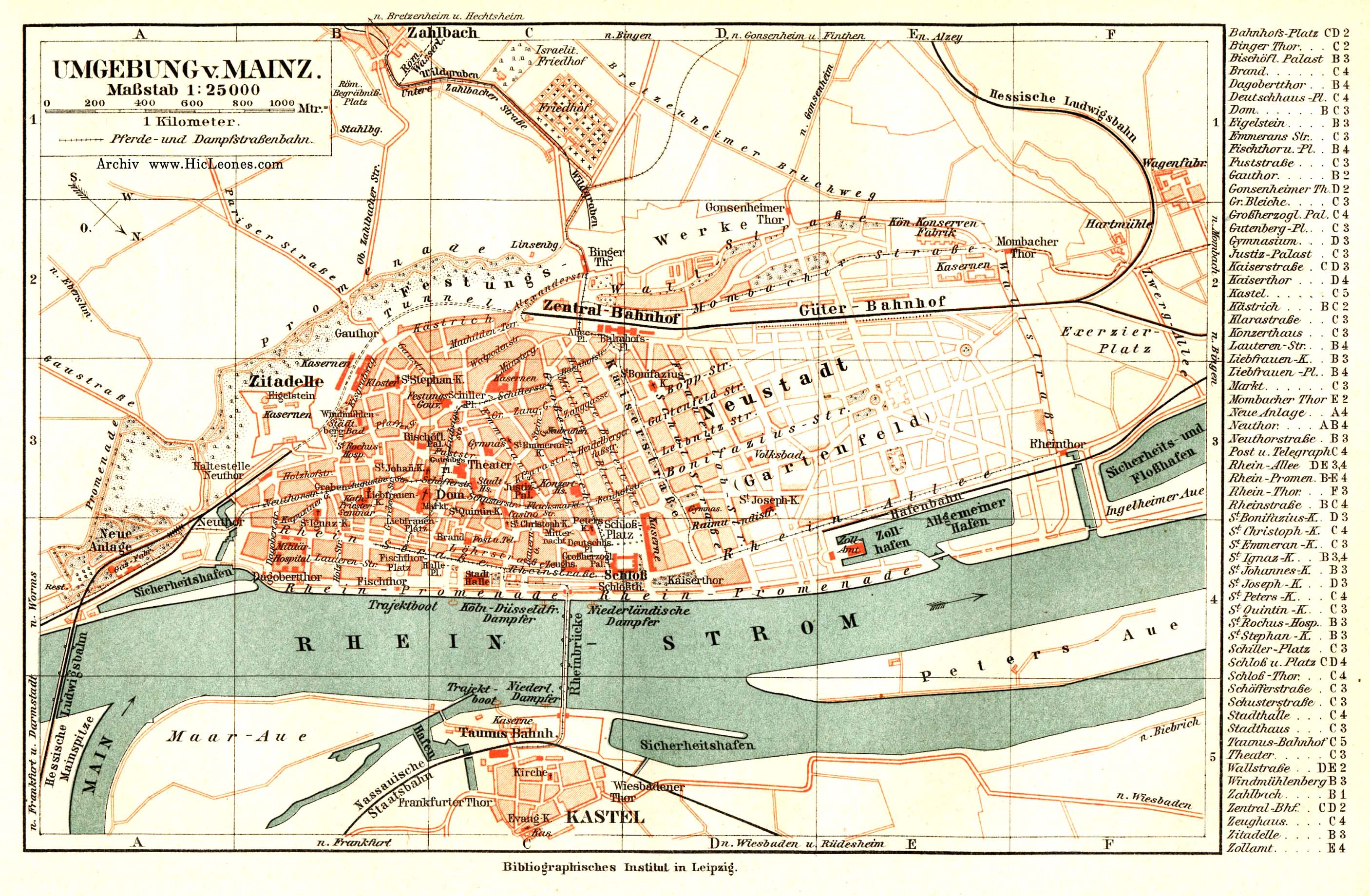
Die Neustadt auf einem Plan von 1898

Stadtbaumeister Eduard Kreyßig (1830–1897) prägte das architektonische und städtebauliche Gesicht der Neustadt. Seine Grundidee war die Erschließung des Gartenfeldes durch ein symmetrisches, gitterförmiges Straßensystem aus Längs- und Querachsen, die durch grüne Alleen und Plätze aufgelockert werden. Seine Planungen orientierten sich an der Umgestaltung von Paris im 19. Jahrhundert durch Baron Haussmann. Kurz vor seinem Dienstantritt hatte Kreyßig 1867 die Weltausstellung in Paris besucht und die revolutionären Ideen Haussmanns bewundert.
Drei große Nordwest-Südost-Achsen (Rheinallee, Bonifaziusstraße [die heutige Hindenburgstraße] und Boppstraße) sollten die Neustadt mit der Altstadt verbinden. Entlang dieser Hauptachsen wurde zuerst gebaut. Anstelle der Festungswälle der Gartenfront, dem Schönbornschen Bastionsgürtel, entstand ein Prachtboulevard, der dann auch „Boulevard“ hieß – die heutige Kaiserstraße. Die Bauten aus dieser Ära erkennt man noch heute, obwohl sie der Zweite Weltkrieg mit seinen Zerstörungen schwer traf. Es sind typische gründerzeitlichen Wohngebäude mit zum Teil prächtigen Fassaden, sowie auch einige Funktionsgebäude wie die weithin sichtbare Christuskirche, die alte Kommissbrotbäckerei (Neues Proviantamt) und der Hauptbahnhof. Im Jahre 1912 wurde in der Hindenburgstraße eine prachtvolle Zentralsynagoge errichtet. Dieser großzügige Jugendstilbau fiel nur 26 Jahre später in den Novemberpogromen 1938 den Nationalsozialisten zum Opfer. Er wurde in Brand gesteckt und später gesprengt.
Noch heute kann man eines der Hauptprobleme der Bebauung des Gartenfeldes sehen: Das Gelände lag sehr tief und wurde daher häufig überschwemmt. Die Planungen des Stadtbaumeisters sahen vor, das gesamte Gebiet aufzuschütten, was auch zum Bau der Kanalisation notwendig war. Infolge der Größe dieses riesigen Gebietes, konnten die Aufschüttungen jedoch nur schrittweise bewältigt werden. Zunächst wurden die Straßen höher gelegt. Die einzelnen Planquadrate wurden dann nach und nach um die bereits errichteten Häuser aufgefüllt. Daher haben viele Häuser in der Neustadt besonders tiefe Kellergeschosse.

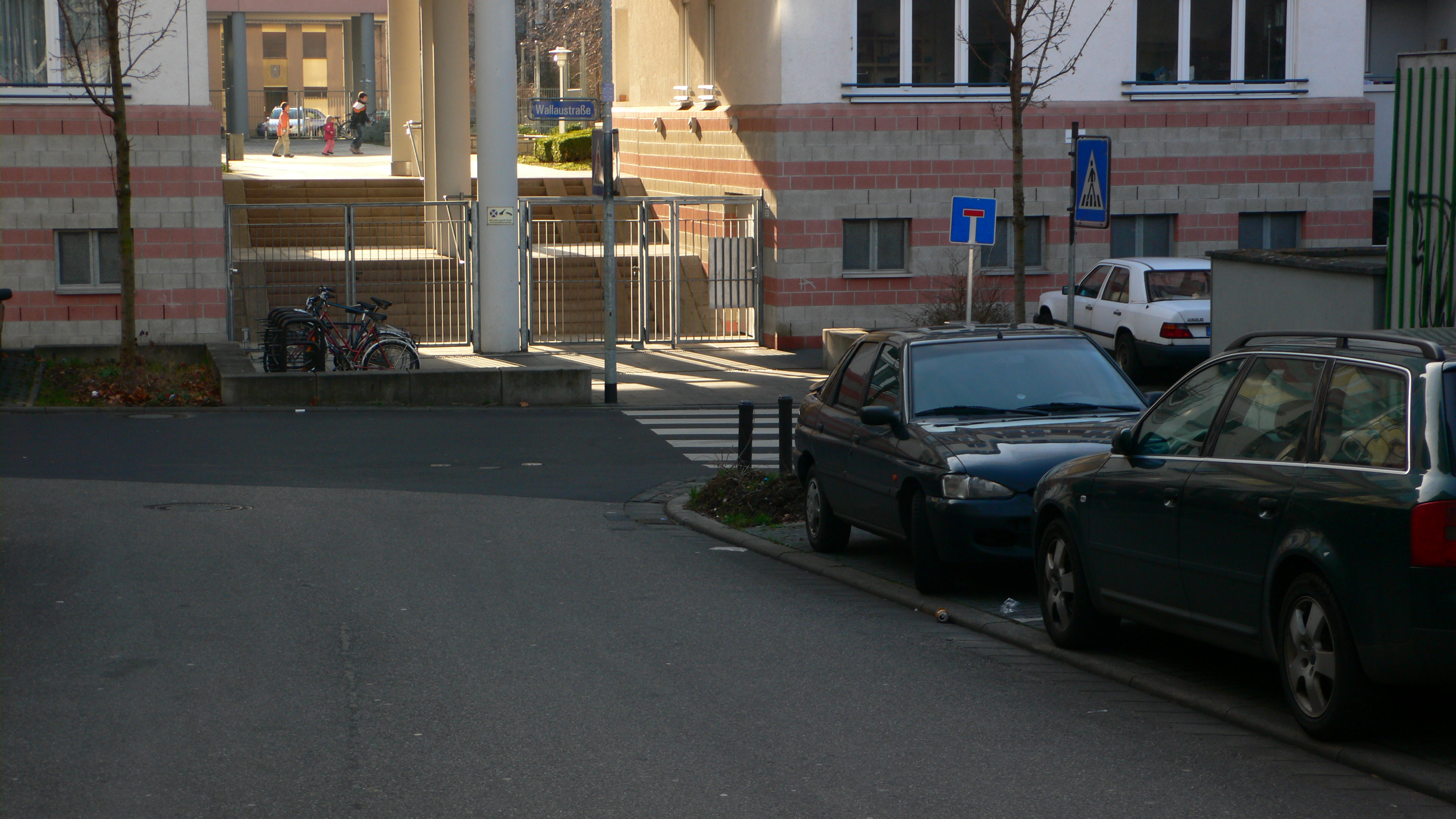
Niedriges Straßenniveau in der Wallaustraße

Die Aufschüttungsarbeiten wurden nicht überall zu Ende geführt. So kann man an einigen Punkten der Neustadt heute Stellen finden, die noch das niedrige Niveau aufweisen. Ein Kuriosum ist das Haus Wallaustraße Nr. 77. Dieses Haus hat eine Torfahrt im ersten Stock, man betritt es über den als Keller geplanten Teil. Zum Zeitpunkt der Errichtung rechnete man fest damit, dass das Gelände noch aufgeschüttet werde, was bis heute nicht erfolgt ist. Das ebenfalls neu aufgeschüttete Rheinufer wurde militärisch befestigt.
Von den neuen Grundstückseigentümern wurde eine Gartenfeldsteuer, eine Art Luxussteuer wegen des großzügigen Raumangebots, erhoben. Bis zum Zweiten Weltkrieg waren im Bereich des Goetheplatzes und in der nördlichen Neustadt noch immer große Flächen frei. Es gab noch immer zahlreiche Gärten, z. B. am Raupelsweg und entlang der Scheffelstraße. Die Hausfrauen konnten ihre Wäsche auf Wiesen bleichen, Kinder und Jugendliche konnten spielen.
Um die Neustadt wurde eine neue Umwallung, der Rheingauwall, errichtet. Er wurde in neupreußischer Befestigungsmanier erbaut und bestand unter anderem aus den Cavalieren Prinz Holstein und Hauptstein, Judensand, dem Fort Hartenberg, dem Gonsenheimer Tor und dem Mombacher Tor. In der Neustadt selbst fanden wieder viele Kasernen – wie die Alicekaserne (Infanteriekaserne 1903) eine Kavalleriekaserne in der Wallstraße (Neue Golden-Ross-Kaserne) – ein Garnisonslazarett in der Rheinstraße und Magazinräume der Militärverwaltung Platz.
Die neue, offenere Stadt verlangte nach einer Verlegung der Eisenbahntrasse vom Rheinufer weg. Kreyßig verlegte sie ab 1880 an die Westseite der Stadt mit der Konsequenz der Untertunnelung der Zitadelle und des Baus eines neuen Centralbahnhofs. Der Bau dieses Bahnhofs 1884 ging ebenfalls auf die Initiative des Stadtbaumeisters zurück und ermöglichte die Verbindung zu einer weiteren Bahnlinie, der Hessischen Ludwigsbahn, die 1871 entlang des Gastellschen Firmengeländes Richtung Gonsenheim bis Alzey geführt wurde.
Nach 1918 wurden sämtliche Befestigungsanlagen beseitigt.
In jüngerer Zeit gelang es, die Neustadt behutsam zu sanieren. Moderne Architekten und Künstler wie Dieter Magnus mit der Grünen Brücke und Hugo Becker mit der Josefskirche, haben mit ihren Bauten und Plastiken zum Erscheinungsbild der Neustadt beigetragen. An der Rheinuferpromenade erinnert der Frauenlob-Brunnen an den Minnesänger Heinrich von Meißen, genannt Frauenlob, der 1318 in Mainz starb. Er soll, nachdem er in seinen Werken voll des Lobes für das weibliche Geschlecht war, von Mainzer Frauen zu Grabe getragen worden sein.
Der Rheinuferbereich wurde und wird mehr und mehr aufgewertet. Hierzu wurde ein Rheinuferforum gegründet. Die Promenade soll attraktiver gemacht werden und die Mainzer am und mit dem Rhein leben. Seit 2007 gilt am Rheinufer ein Grillverbot. Der Zoll- und Binnenhafen ist ein wichtiger Güterumschlagplatz im Rhein-Main-Gebiet. Bis zum Jahr 2011 wurde der Containerumschlagplatz rheinabwärts auf die Ingelheimer Aue verlegt, um das attraktive Hafengelände zum Wohngebiet auszubauen.
Am 21. Juni 2009 wurde Nico Klomann als erster grüner Ortsvorsteher in der Geschichte von Mainz bei 19-prozentiger Wahlbeteiligung mit 54 % der Stimmen gewählt. Am 25. Mai 2014 wurde sein jüngerer Bruder Johannes Klomann, SPD, zu seinem Nachfolger gewählt. Bei den Kommunalwahlen 2019 wurde Christoph Hand von den Grünen in einer Stichwahl gegen Klomann gewählt. Fünf Jahre später wurde Hand bei den Kommunalwahlen 2024 erneut in der Stichwahl mit einem Stimmenanteil von 53,9 % in seinem Amt bestätigt.

## Lage und Grenzen

### Nachbarstadtteile und -gemeinden
Folgende Wiesbadener und Mainzer Stadtteile grenzen im Uhrzeigersinn an die Neustadt:
über dem Rhein im Norden Wiesbaden-Biebrich, im Nordosten Mainz-Amöneburg und im Osten Mainz-Kastel,
unmittelbar im Südosten Mainz-Altstadt, im Süden (mit einem kleinen Teil) Mainz-Oberstadt, im Südwesten Mainz-Hartenberg-Münchfeld und im Nordwesten Mainz-Mombach.

### Grenzverlauf
Die Nordspitze wird von der nordwestlich im Industriegebiet liegenden Ingelheimer Aue gebildet. Die Stadtteilgrenze (die seit 1945 zugleich Stadtgrenze zu den zu Wiesbaden gehörenden Ortsteilen Amöneburg und Kastel ist) verläuft durch den Rhein zwischen dieser und der Rettbergsaue nach Osten, dann nach Südosten gegenüber der Petersaue, unter der Kaiserbrücke, vorbei am Zollhafen bis zum Kaisertor. Weiter im Südosten liegt die Mainzer Altstadt; die Grenze zu dieser wird durch die Kaiserstraße gebildet. Auf ihrer Verlängerung, der Parcusstraße geht es zum Alicenplatz, wo von Süden her die Oberstadt angrenzt. Über die Alicenbrücke am Hauptbahnhof, die die Neustadt von der Oberstadt trennt, geht es unmittelbar am westlichen Rand des Bahnhofsgeländes entlang der bereits zu Hartenberg-Münchfeld zählenden Mombacher Straße bis zur im Norden des Bahnhofs gelegenen Unterführung, dann auf der anderen Seite der Gleise auf der Hattenbergstraße am in der Neustadt gelegenen Glaswerk vorbei bis zur Grenze von Mombach, die Zwerchallee nach Norden, über die Rheinallee hinweg durch das Industriegebiet und den Industriehafen zurück zur Nordwestspitze der Ingelheimer Aue.

## Schulen
Die Schullandschaft ist in der Mainzer Neustadt entsprechend der sozialen Struktur und der Größe des Stadtteils sehr heterogen. Es gibt mit der Feldbergschule, der Goetheschule (als Ganztagsschule) und der Leibnizschule alleine drei Grundschulen. Die Goetheschule war früher (vor der landesweiten Integration der Hauptschulen in die neuen Realschulen Plus) die Hauptschule Mainz-Neustadt I und Schwerpunktschule. Seit 2015 ist sie zudem eine Zweigstelle der Sophie-Scholl-Schule, in der nun hauptsächlich die Fächer der Sozialpädagogik gelehrt werden. Die Schillerschule ist die Hauptschule Mainz-Neustadt II. Mit dem Frauenlob-Gymnasium und dem Rabanus-Maurus-Gymnasium sind gleich zwei Gymnasien vertreten.
An Fach- und Berufsschulen findet sich in der Neustadt die Sophie-Scholl-Schule als Berufsbildende Schule II – Hauswirtschaft und Sozialpädagogik sowie die Katholische Fachschule für Altenpflege St. Bilhildis.

## Kirchen, Klöster und nichtchristliche Gemeinden

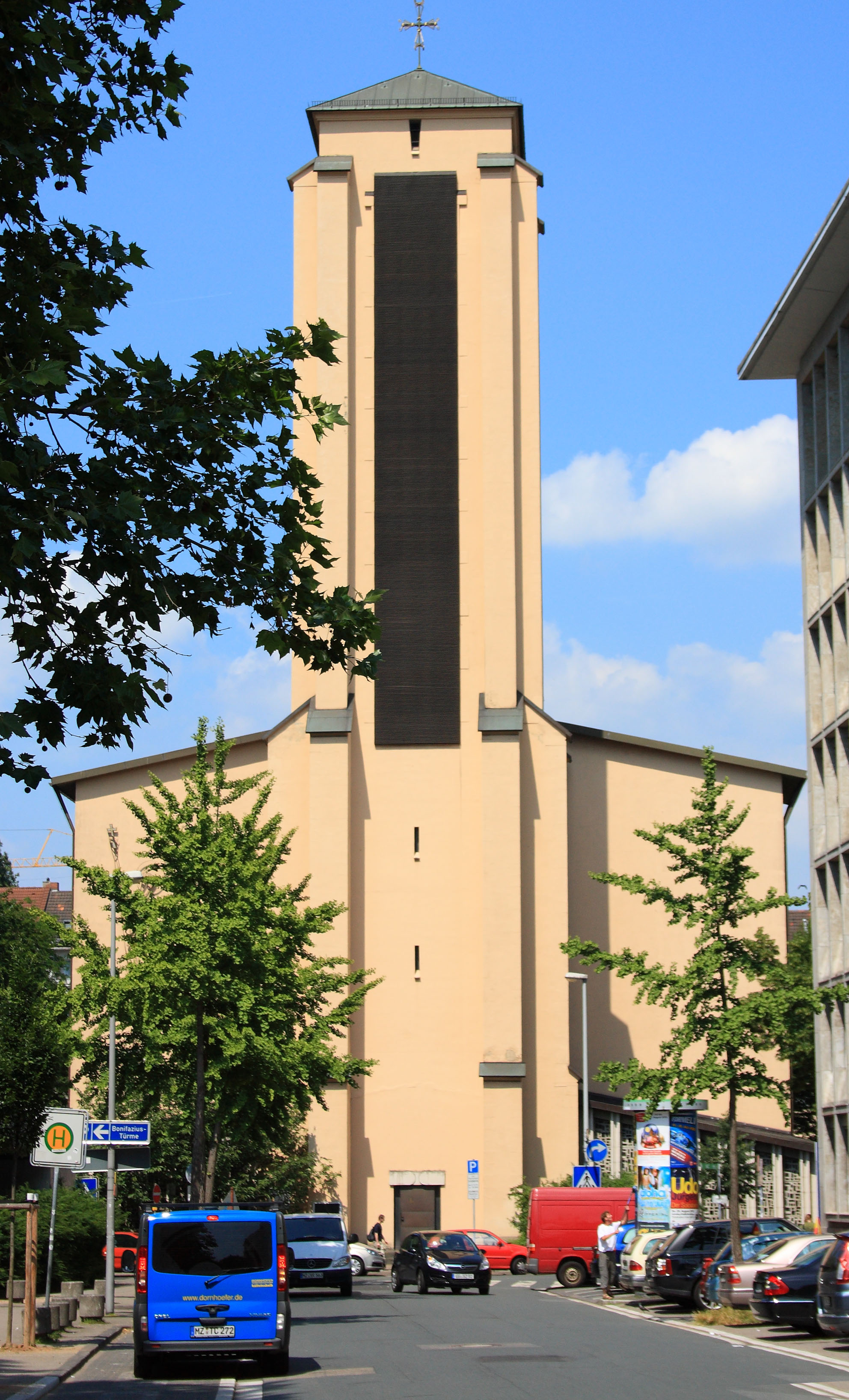
Dominikanerkirche Sankt Bonifaz

### Römisch-katholisch
- St. Bonifaz

- Dominikanerkloster

- Liebfrauen
- St. Joseph
- St. Bilhildis-Kloster der Armen-Schwestern vom heiligen Franziskus[6]
- Das Caritas-Zentrum in der Neustadt wurde nach Madeleine Delbrêl benannt.

### Evangelisch
- Christuskirche
- Paulusgemeinde

### Sonstige
- Freireligiöse Gemeinde
- Kirche Jesu Christi der Heiligen der letzten Tage
- Neuapostolische Kirche
- Neue Synagoge der Jüdischen Gemeinde
- Selimiye-Moschee
- Die Christengemeinschaft

## Feste, Veranstaltungen, Traditionen
- Gaadefelder Kerb
- Mainzer Rosenmontagszug, Jugendmaskenzug und Kappenfahrt starten in der Neustadt

## Sehenswerte Gebäude

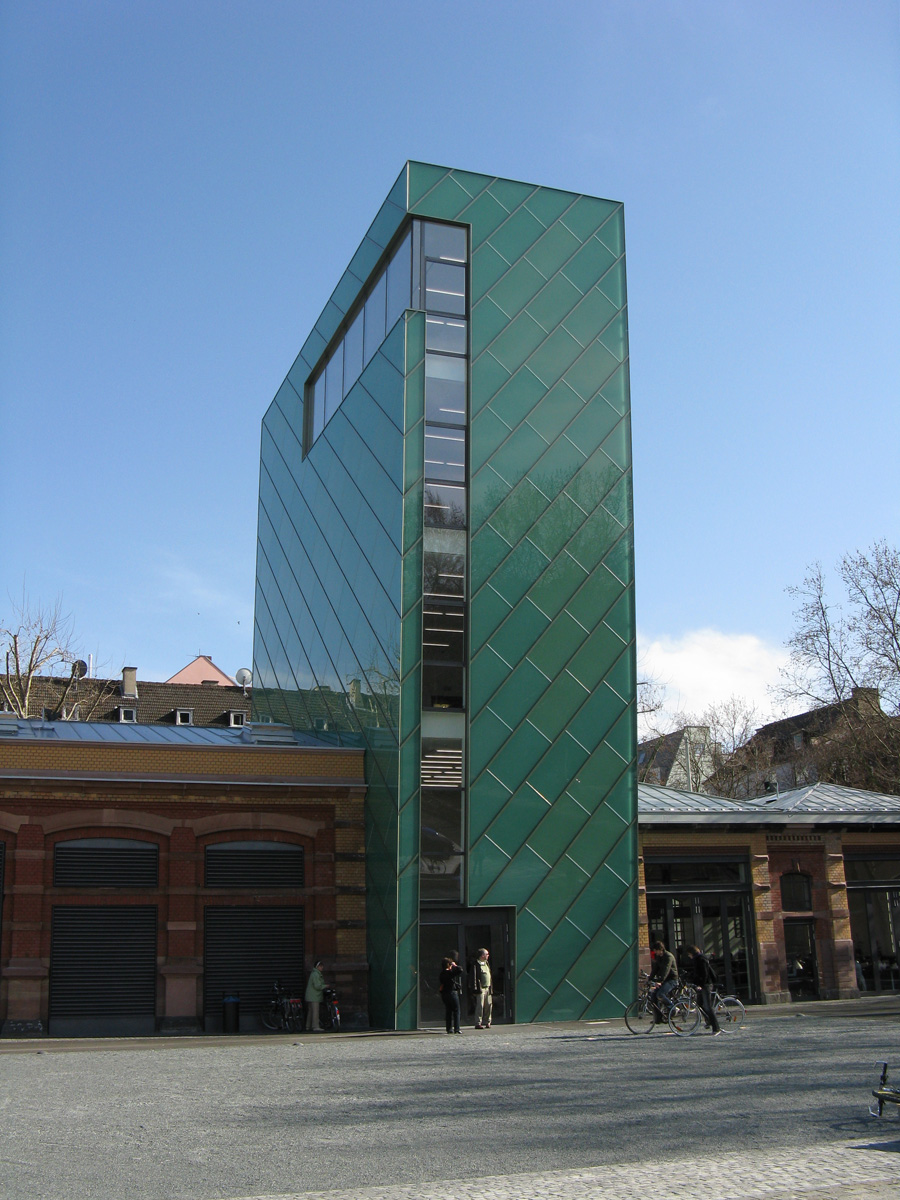
Kunsthalle am Zollhafen

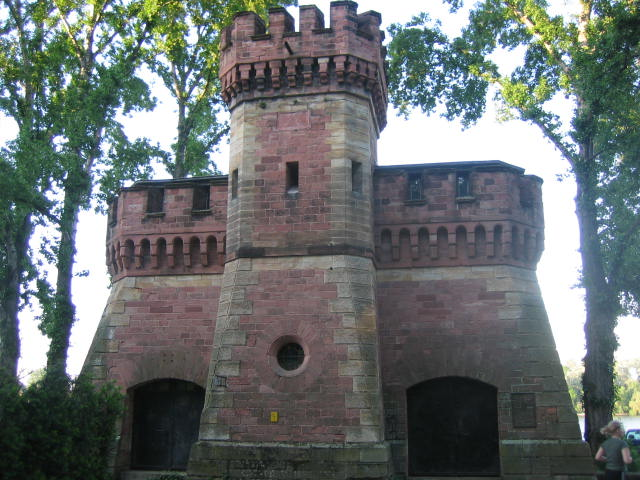
Kaponniere am Feldbergplatz

- Ehemalige Neue Golden-Ross-Kaserne an der Mombacher Straße
- Alte Kommissbrotbäckerei in der Rheinallee
- Maschinen- und Kesselhaus am Hafen erbaut 1887 (heute Kunsthalle)
- Kaponniere V am Feldbergplatz
- Neue Synagoge am Synagogenplatz
- Feldbergtor der Rheinuferbefestigung
- Hauptbahnhof
- die höchsten Gebäude der Stadt, die Bonifazius-Türme
- Wohnhäuser im Stil des Backsteinexpressionismus
- Liste der Kulturdenkmäler in Mainz-Neustadt

## Wirtschaft

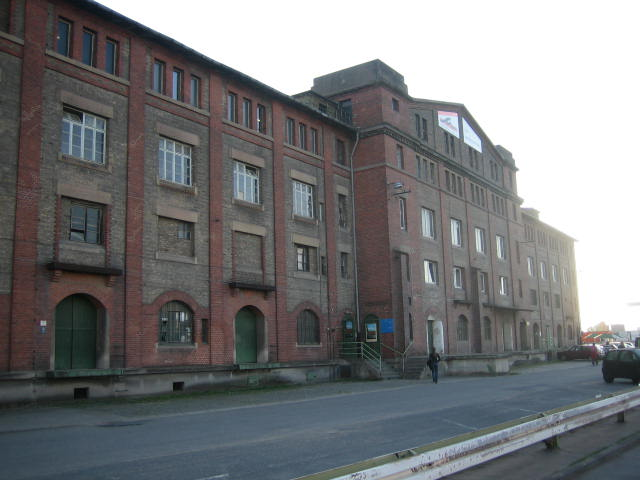
Weinlagerhaus im ehemaligen Hafen

- ehemalige Hakle, seit dem 1. April 2006 WEPA Mainz
- Werner & Mertz GmbH (Erdal, Frosch)
- Schott AG
- Zoll- und Binnenhafen
- Mainzer Stadtwerke
- Mainzer Verkehrsgesellschaft
- Kraftwerke Mainz-Wiesbaden
- Speditionen: Schenker, Stinnes
- Mogat Werke, Dach- und Abdichtungssysteme
- Polycasa, Hersteller von Kunststoffplatten